# Kamenná koule (Návsí)
Kamenná koule, resp. Kamenný sferoid, je pískovcový kámen, který se tvarem blíží kouli. Nachází u křižovatky silnice II/474 s ulicí Pod Výtopnou, nad potokem Rohovec a řekou Olší  v obci Návsí v Jablunkovské brázdě v okrese Frýdek-Místek v Moravskoslezském kraji. Kamenná koule byla nalezena v okolí, na místo dovezena a instalována na štěrkové podloží s osvětlením. Vznik koule, která je z Bukoveckého pískovce, není doposud uspokojivě vysvětlen.

## Další informace
Existuje podobnost s kamennými koulemi v Kostarice a jinde ve světě.
Kamenné koule se nacházejí v blízkém okolí Jablunkova a blízkého slovenského lomu Megonky.
Nedaleko, severo-severozápadním směrem se nachází Ptačí pozorovatelna Girov a  naučná stezka Girov.

## Galerie

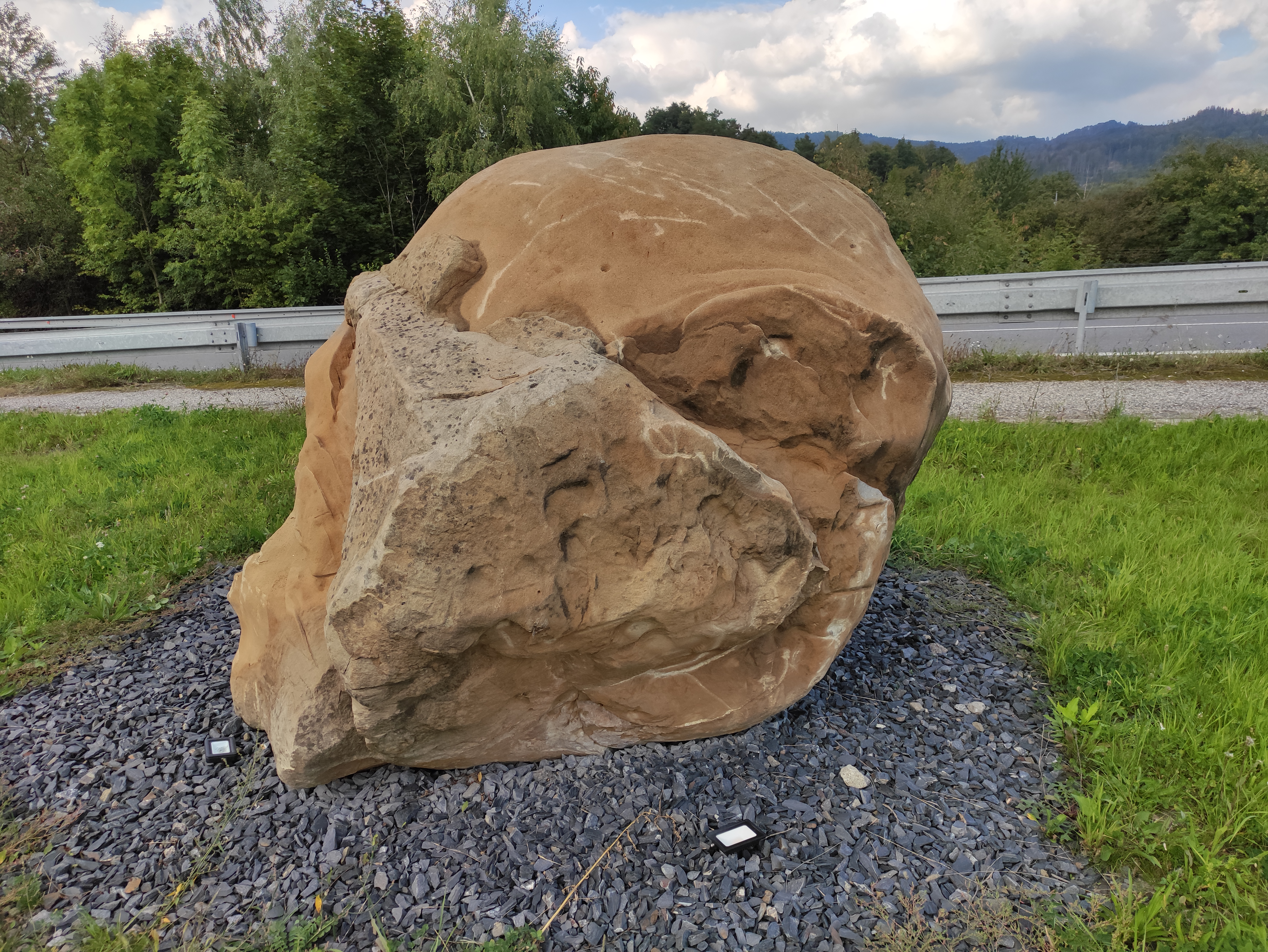